# V480 Большой Медведицы
V480 Большой Медведицы (лат. V480 Ursae Majoris) — двойная затменная переменная звезда типа W Большой Медведицы (EW) в созвездии Большой Медведицы на расстоянии приблизительно 900 световых лет (около 276 парсеков) от Солнца. Видимая звёздная величина звезды — от +11,95m до +11,53m. Орбитальный период — около 0,2939 суток (7,0525 часов).